# Stenosphenus trispinosus
Stenosphenus trispinosus är en skalbaggsart som beskrevs av Bates 1872. Stenosphenus trispinosus ingår i släktet Stenosphenus och familjen långhorningar.
Artens utbredningsområde är:
- Costa Rica.
- El Salvador.
- Guatemala.
- Honduras.
- Nicaragua.

Inga underarter finns listade i Catalogue of Life.